# فيرونيكا فاني مندوزا
فيرونيكا فاني مندوزا فريش (بالإنجليزية: Verónika Fanny Mendoza Frisch)‏ (من مواليد 9 ديسمبر 1980)، والمعروفة باسم فيرو مندوزا، هي عالمة نفس ومربية وسياسية في بيرو الفرنسية. كانت عضوة في الكونغرس تمثل منطقة كوسكو من يوليو 2011 حتى يوليو 2016.

## نُبذة
ولدت فيرونيكا مندوزا في 9 ديسمبر 1980 في منطقة سان سيباستيان في مقاطعة كوسكو، في مرتفعات جبال الأنديز في جنوب بيرو. وهي ابنة مارسيلينو مندوزا وغابرييل ماري فريش دادمار، وهي مواطنة فرنسية. نظرا لجنسية والدتها، تحمل مندوزا جنسية مزدوجة، من بيرو والفرنسية على حد سواء.
درست في مدرسة فيرجن ديل كارمن في مدينة كوسكو وجامعة باريس ديدرو في باريس، فرنسا، وتخرجت منها بدرجة علمية في علم النفس عام 2003. بعد ذلك، حصلت على درجة الماجستير في العلوم الاجتماعية من جامعة السوربون الجديدة في عام 2006، ثم درجة الماجستير في التعليم، مع التركيز على اللغة الإسبانية، من جامعة مدريد الوطنية للتعليم في فرنسا، في عام 2009. تتحدث مندوزا أيضًا لغة الكويتشوا، وهي لغة أصلية ورسمية في بيرو.
عملت مندوزا كمدرسة لغة إسبانية في مركز أكاديمية تحضير باريس. في وقت لاحق، عملت كمدربة في جمعية Pukllasunchis في كوسكو، وأستاذة في جامعة ألتيبلانو الوطنية في بونو.